# Museu Palau Mercader
|  | No s'ha de confondre amb Palau Mercaders o Palau dels Mercader. |

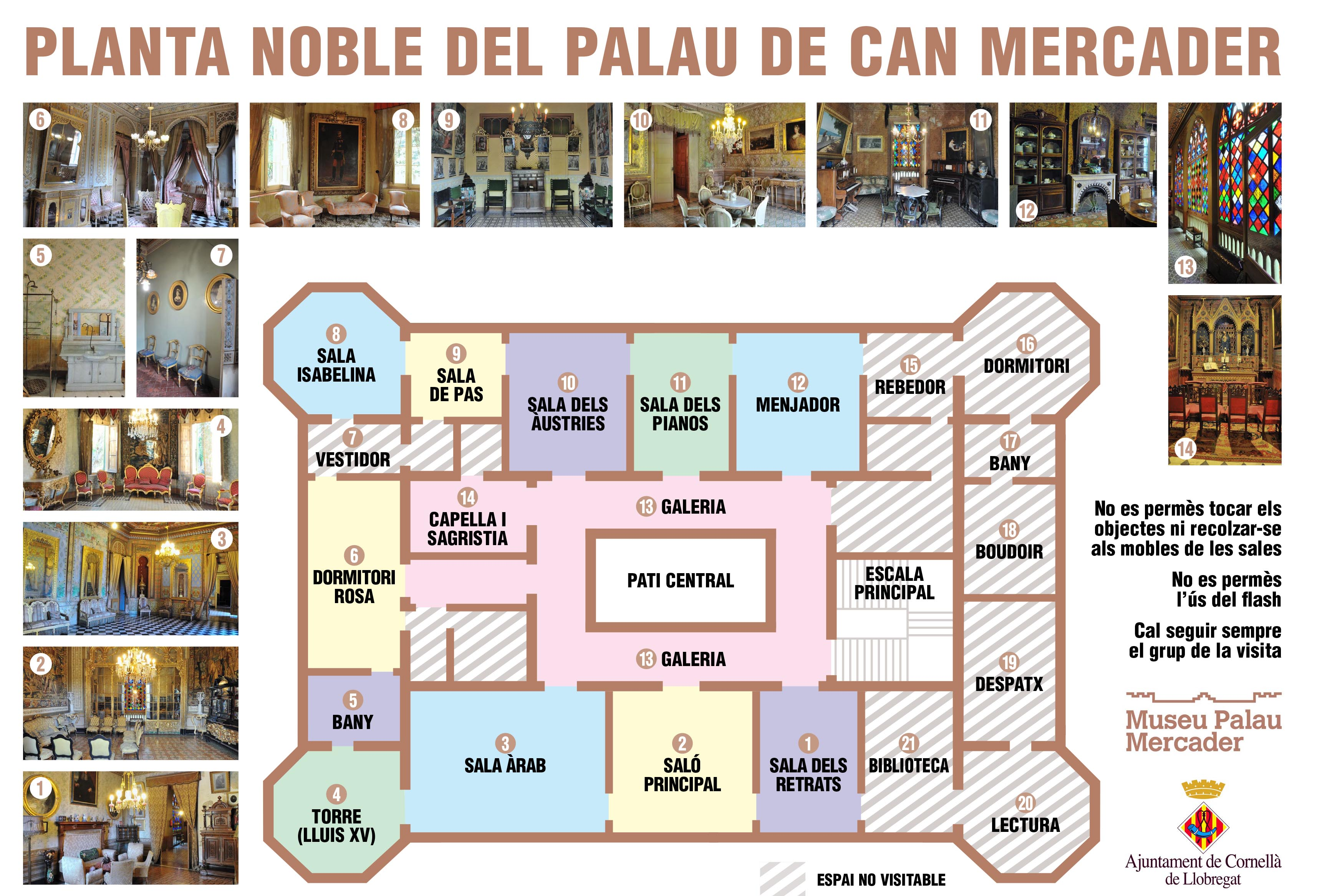
Plànol de la planta noble del palau

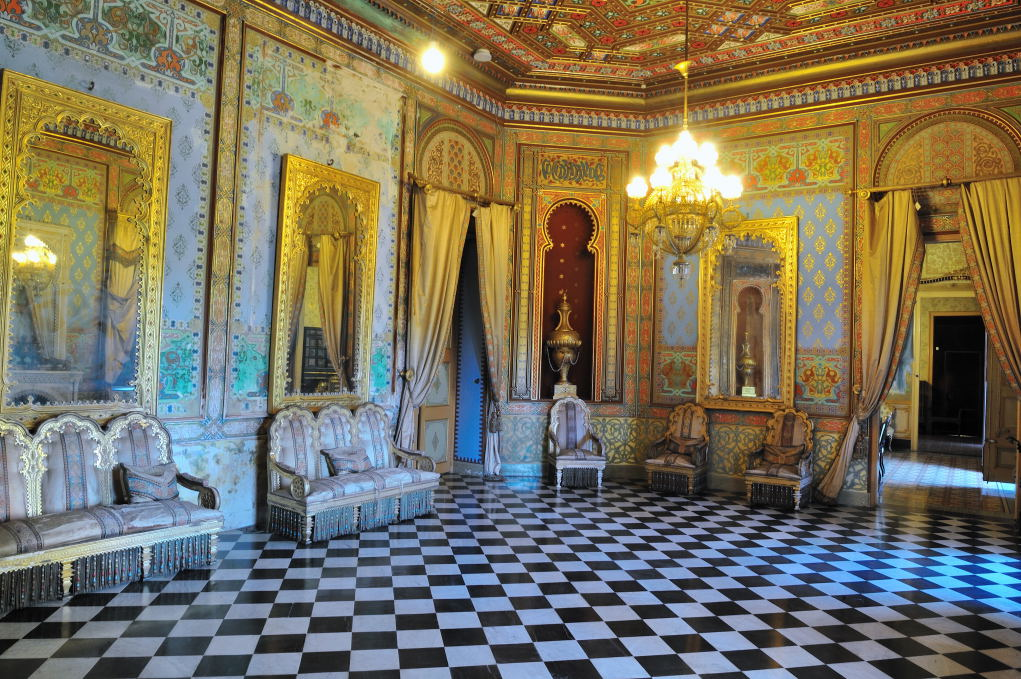
Saló Àrab

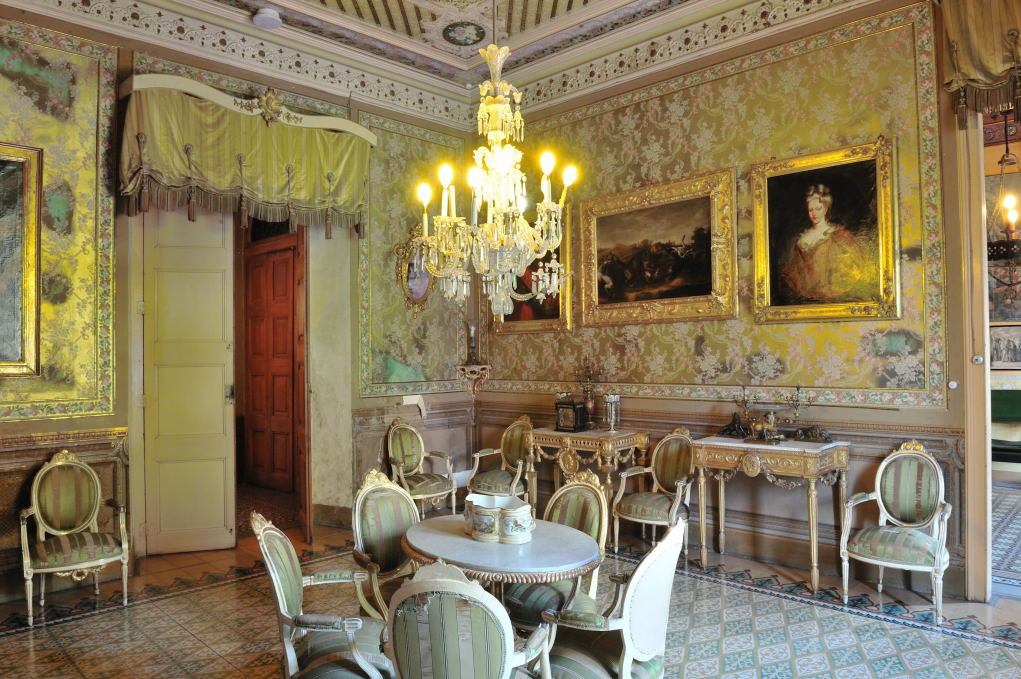
Sala dels Àustries o Saló Lluís XVI

El Museu Palau Mercader està situat a la planta principal del palau de Can Mercader de Cornellà de Llobregat, a la carretera de l'Hospitalet de Llobregat, davant del barri d'Almeda. Té més de 3.000 objectes que formaven el museu de Joaquim de Mercader i de Bell-lloc, comte de Bell-lloc. Es va inaugurar el 23 d'abril del 1995 i l'any 2003 es va adherir a la Xarxa de Museus Locals de la Diputació de Barcelona.

## Descripció
La planta noble era la que ocupava la família Bell-lloc Mercader. El visitant pot contemplar tant espais d'ús quotidià com privats i d'altres que tenien una funció representativa.. Les denominacions de les sales obeeixen a l'estil decoratiu (la Sala del Renaixement) o un objecte (la Sala dels Pianos) o funció (com el menjador). La recreació d'un estil concret com el barroc o d'inspiració àrab era una moda de l'època.
La primera sala del recorregut és la Sala dels Retrats on hi ha retrats de membres de la família. Era un espai annex a la biblioteca i tenia la funció de sala d'espra. La decoració és eclèctica, ja que s'hi barregen diversos estils: l'arqueta barroca sobre la taula o el moble aparador d'estil fernandí. Presideix la sala un gran retrat d'Arnau de Mercader i de Zufía (1852-1932), segon comte de Bell-lloc i la seva esposa Paulina Pozzali Crotti (†1953). Paulina Pozzali era italiana i cantava en un cor d'òpera. La història explica es van conèixer durant el caos i la incertesa posterior a l'atemptat de la bomba del Liceu de 1893. També destaca el Retrat de Magí de Mercader pintat a l'oli per Antoni Viladomat i Manalt (1678-1755) i el Retrat de Maria de Sadurní (1781). En aquesta sala també hi ha una curiosa nina-coixí que sembla que tenia la funció d'absorbir els mals esperits i evitar que entressin a la casa.
El Saló Principal o Saló Lluís XIV és la sala més gran de les estances de la façana principal. Tot i que es va construir al segle xix s'inspira en el rococó francès i recorda a les sales de miralls. A la paret que separa la sala de la galeria hi ha una gran estructura que dona pas. Data del segle xvii i es tracta del marc de l'alcova que el comtes tenien al seu palau de Passeig de Gràcia i que va ser traslladat en desaparèixer. Per altra banda, en dues parets hi ha dos grans tapissos. Són tapissos flamencs de finals del segle xvi i principis del XVII. Aquesta tipologia de tapissos s'anomenen tapissos de verdures per la decoració dels seus marcs amb vegetals. Sota el títol en llatí, Fructus Belli (que podríem traduir com “els fruits de la guerra" o "les conseqüències de la guerra”), mostren les dues cares d'un conflicte bèl·lic: la celebració dels guanyadors en un banquet i la fugida dels perdedors. En aquesta sala també hi ha tres escriptoris amb influències dels mobles d'estil napolità amb escenes pintades als vidres. 
El Saló Àrab que s'utilitzava en tot tipus d'actes socials i a més feia la funció de sala de ball. Aquest espai va ser traslladar del palau que tenia al Passeig de Gràcia cap a l'any 1900. L'estil que decora la sala és el neomudèjar, ja que era un estil exòtic. Amb aquest estil decoratiu també es va decorar el Saló Rosa i es va construir la Torre de la Miranda. En la decoració de les parets trobem els noms de Mercader i Comtes de Bell-lloc que es van transformar en grafies àrabs esdevenint, així, elements decoratius.
El Saló Àrab comptava amb un espai annex, un espai de repòs situat en una sala octogonal que correspon a la torre que és el Saló Lluís XV. El mobiliari d'aquesta sala era d'època isabelina: sofàs, consoles, un mirall i un tapís flamenc del segle xvii amb un tema no identificat.
La següent sala és el bany on hi ha una dutxa amb mampara de vidre i una pica de granit que és el reflex d'evolució de la higiene a partir del segle xix.
El Saló Rosa era el dormitori destinat als convidats i reprèn l'estil neomudèjar. Aquesta estança va ser transportada des del Palau del Passeig de
Gràcia.
La Sala Isabelina està situada a la torre sud-oest, aquest espai octogonal estava destinat a ser un dormitori. Avui en
dia hi ha un conjunt de mobles isabelins de gran qualitat. Les cadires tenen
rodes per tal de facilitar-ne la mobilitat. Al centre de la sala hi trobem un
una cadira triple, anomenada indiscret que data d'entre 1860 i 1870. La tapisseria cobreix tota l'estructura de fusta, però es poden observar les potes cabriolé. Presideix la sala un gran retrat realitzat per Josep Cusachs i Cusachs (1850-1909) de 1884, on apareix un militar amic de la família que s'ha identificat com Ramón Blanco i Erenas, Marqués de Peña Plata (1833-1906).
Les sales de la part posterior de l'edifici tenien grans portes per accedir directament al jardí.
La següent sala és Sala de Pas o Renaixement conté pintures murals de Pere Pau Montaña i Placeta (1749-1803),un pintor català barroc de la segona meitat del segle xviii. Hi ha mobles dels segles xvi i xvii. Al sostre hi trobem un fals enteixinat amb el motiu del pinyonet, molt típic de l'arquitectura del segle xvi català. 
La Sala dels Àustries o Saló Lluís XVI és la sala neoclàssica, que evoca l'estil Lluís XVI. Els Mercader sempre van ser una família d'austriacistes.En aquesta sala trobem un dels pocs retrats de l'Arxiduc Carles II de Castella (1685 - íd. 1740). A la mateixa paret, a la dreta, trobem el retrat de la seva esposa, Elisabet Cristina de Brunsvic-Wolfenbüttel (1691-1750). A la paret oposada hi trobem els retrats de Felip III de Castella (1578- 1621) i la seva esposa Margarida d'Àustria (1584-1611). 
La Sala dels Pianos era una sala d'estar, d'ús quotidià. Devia ser un espai de lleure femení, en contraposició a la sala de jocs de la planta baixa, espai destinat
a l'oci masculí. La sala dels pianos rep aquest nom perquè hi ha una pianola i un harmònium. Hi ha un quadre del pintor Antoni Fabrés i Costa (1854-1936) que mostra un passeig ombrejat al litoral amb dues figures jovials, d'estil orientalista. 
La següent sala del recorregut és el menjador. L'estança està presidida per una gran taula articulada. En aquesta sala es troba el cicle pictòric de les Quatre estacions (1888-1890) de Francesc Masriera (1842-1902) procedent del Palau Novella del Garraf.
A la galeria hi ha  capella d'estil neogòtic. Tant a la galeria com a la planta baixa s'hi poden veure algunes vitrines amb les col·leccions dels comtes. Les col·leccions són multidisciplinàries i les va començar Ramon de Mercader i Novell el 1837. El seu fill, Joaquim de Mercader i Bell-lloch tenia el mateix afany de col·leccionar que el seu pare, i va engrandir la col·lecció iniciada per aquest, al llarg de la seva vida.
Les col·leccions es divideixen en dos grans àmbits: el Museu d'Antiguitats que contenia peces molt variades dels camps la pintura, el gravat, de l'arqueologia, la indumentària, l'orfebreria, la ceràmica, la numismàtica, el vidre i les armes. Per altra banda, el Gabinet d'Història Natural tenia objectes de zoologia i malacologia. Les col·leccions es van anar instal·lant en els diferents domicilis familiars de Barcelona, fins que el 1904 Joaquim de Mercader va traslladar la seva residència al palau cornellanenc. Va ser aleshores quan les col·leccions també es van traslladar a Cornellà i amb motiu d'això, segurament es devia realitzar el
primer catàleg de les col·leccions l'any 1902, que comptabilitzava
més de 1167 peces.

## Museu de Matemàtiques de Catalunya
Des de febrer del 2014,a  la segona planta del Palau Mercader es pot visitar el Museu de les Matemàtiques de Catalunya, que va tenir els seus inicis com a exposició permanent titulada Experiències Matemàtiques, però que pel seu èxit va passar a constituir-se en la seva totalitat com a museu.